# This Marauder's Midnight
This Marauder's Midnight is het vijfde studioalbum van de Belgische singer-songwriter Gabriel Ríos. Het album is een aaneenschakeling van singles die hij uitgebracht in 2013 en 2014. Elke derde maandag van de maand bracht hij een single uit. Nadat de twaalf singles uitgebracht werden verscheen het volledige album op 15 september 2014. Een maand later verscheen er ook een livealbum van zijn tourshow in het Depot, Leuven. Om het album te promoten gaf Rios liveshows in Nederland, Frankrijk en België. Het album werd eind 2014 ook genomineerd voor een MIA in de categorie album en hit van het jaar. Hij nam de prijs van Hit van het jaar in ontvangst voor z'n bekendste single Gold. Die single werd internationaal bekend. 

## Tracklist
| Nr. | Titel          | Duur |
| --- | -------------- | ---- |
| 1.  | Gold           | 4:13 |
| 2.  | Madstone       | 4:10 |
| 3.  | Apprentice     | 3:42 |
| 4.  | Police Sounds  | 3:15 |
| 5.  | City Song      | 3:10 |
| 6.  | Burning Son    | 3:22 |
| 7.  | Song No.7      | 3:13 |
| 8.  | Work Song      | 4:04 |
| 9.  | Young Gods     | 2:55 |
| 10. | Skip The Intro | 2:24 |
| 11. | All Is Fair    | 4:19 |
| 12. | Swing Low      | 3:27 |